# Amén ou la Pédophilie
 (janvier 2024).
Le contenu est difficilement compréhensible vu les erreurs de traduction, qui sont peut-être dues à l'utilisation d'un logiciel de traduction automatique.
Amen, plus communément connu sous le nom de La Pédophilie (La pederastia en espagnol), est une œuvre d'art conceptuel d'Abel Azcona. 
Pendant plusieurs mois, Azcona a assisté à des eucharisties dans des églises et des paroisses liées à sa propre enfance. Azcona avait reçu une éducation catholique dès l'âge de sept ans après son adoption. Dans les églises, l'artiste garde la plaquette ou l'hôte consacré remis aux participants de la communion. Il a rassemblé deux cent quarante-deux plaquettes, soit le nombre de cas de pédérastie signalés dans le nord de l'Espagne au cours de la décennie précédente. Avec les gaufrettes[Quoi ?], il a réalisé un ouvrage dans lequel le mot Pédérastie peut être lu. L'œuvre a été exposée pour la première fois dans une galerie d'art du centre de Madrid à l'été 2015.

## Exposition
Fin 2015, une partie de l'œuvre d'Abel Azcona a été sélectionnée pour faire partie d'une exposition rétrospective des œuvres d'artistes à l'intérieur du Monument aux morts de la Guerre d'Espagne à Pampelune. L'œuvre était située sur l'autel de l'ancien monument, qui était autrefois la cathédrale de Pampelune, mais au moment du spectacle d'Azconas, elle était désacralisée. Parallèlement, d'autres travaux critiques sur la maltraitance des enfants tels que The Shadow, ont été affichés. Dans The Shadow, Azcona dénonce des cas de maltraitance d'enfants dans une pièce dont les survivants sont les protagonistes. Dans l'œuvre, Azcona a présenté plus de deux cents cas réels de pédophilie dans les musées et galeries de diverses villes d'Espagne. À chaque spectacle, il a donné une performance en direct d'une balançoire en bois des expériences des survivants. Une balançoire a également été installée à l'intérieur du monument aux morts de Pampelune.

## Controverse
Le lendemain de l'inauguration de l'exposition, de multiples manifestations et demandes de fermeture ont eu lieu,. L'Église catholique a appelé cela la plus grande offense à la croyance chrétienne à de nombreuses reprises,. Azcona a documenté toutes ces situations de confrontation et les a incluses dans les expositions de l'œuvre. L'artiste a subi plus de cinq ans de procédures judiciaires pour des plaintes concernant l'œuvre devant de nombreux tribunaux et entités judiciaires.
Le travail d'Abel Azcona dénonce la maltraitance des enfants et a été persécuté et dénoncé pour avoir critiqué l'Église dans des œuvres comme Amen ou The Pederasty. Ce dernier a été poursuivi trois fois devant la Cour supérieure de justice de Navarre pour trois crimes et allégations de profanation et de blasphème. Le premier par l'archevêché de Pampelune et Tudela, qui sont des représentants de l'Église catholique du nord de l'Espagne,. Le deuxième, par la Délégation du Gouvernement de Navarre, contrôlée par le Parti Populaire à l'époque, et le troisième par l'Asociación Española de Abogados Cristianos (Association espagnole des avocats chrétiens), qui a également fait plaintes pénales contre Azcona. Les poursuites ont été gagnées par Azcona,, cependant le groupe a porté la plainte à la Cour suprême. En attendant que l'affaire soit entendue par la Cour suprême, l'Association des avocats chrétiens, agissant seule en l'occurrence, a intenté une action contre l'Espagne devant la Cour européenne des droits de l'homme de Strasbourg pour ne pas avoir condamné Azcona,, et selon à eux, pour le protéger. Chaque fois que le travail était montré, la plainte était reformulée, donc Azcona a été cité devant la Cour de justice de Palma de Majorque et devant la Haute Cour de justice de Catalogne à Barcelone. Après cinq ans de procédure judiciaire pour des œuvres critiques contre l'Église catholique et plus particulièrement contre la pédophilie, Azcona a déclaré sa « désobéissance » à l'égard des accusations et les plaignants ont inclus une obstruction à la justice dans leurs plaintes,,.
Lorsque la Haute Cour de justice de Catalogne a émis un mandat d'arrêt judiciaire en 2019 après qu'Azcona n'a pas comparu devant le tribunal pour la troisième fois, Azcona s'est exilé et s'est installé à Lisbonne, au Portugal . Cela ne l'a pas empêché d'ouvrir de nouvelles expositions en Espagne et de publier des travaux critiques. Il défend son idéologie artistique et ses idées politiques, soutenues par certains secteurs de la gauche espagnole,. Inversement, ses œuvres sont considérées comme des profanations et des sacrilèges par le secteur le plus conservateur de la société espagnole et latino-américaine.

## Collection
L'œuvre a été exposée dans divers musées à Berga, Majorque, Murcie, Madrid et Lérida, villes d'Espagne. La dernière exposition à Lleida a été présentée par le collectionneur d'art Tatxo Benet. La collection est composée d'œuvres historiques interdites et censurées de Pablo Picasso, Robert Mapplethorpe, Andres Serrano, Ai Weiwei ou Azcona lui-même.